# John Manners (2e duc de Rutland)
Pour les articles homonymes, voir John Manners.
John Manners, 2e duc de Rutland (18 septembre 1676 – 22 février 1721) est le fils de John Manners (1er duc de Rutland) et de sa troisième épouse Catherine Wriothesley Noel, fille de Baptiste Noel (3e vicomte Campden). Il est titré Lord Roos de 1679 à 1703 et marquis de Granby de 1703 à 1711.

## Famille
Il se marie, tout d'abord à Catherine Russell, fille de William Russell, Lord Russell et de Lady Rachel Wriothesley, le 23 août 1693. Ils ont neuf enfants:
- John Manners (3e duc de Rutland) (1696-1779), qui épouse Bridget Sutton et a des enfants
- William Manners (1697-1772), qui épouse Corbetta Smyth et a des enfants
- Edward Manners
- Thomas Manners (mort en 1723)
- Wriothesley Manners
- Catherine Manners (décédée le 18 février 1780), qui épouse le 29 octobre 1726 Henry Pelham et a des enfants.
- Elizabeth Manners (1709 – 22 mars 1730), qui épouse John Monckton (1er vicomte Galway), et a des enfants.
- Rachel Manners (1723)
- Frances Manners, qui épouse Richard Arundell, fils de John Arundell (2e baron Arundell de Trerice).

Il succède à son père comme duc de Rutland, le 10 janvier 1711 Quelques mois plus tard, sa femme Catherine meurt.
Il se marie, en secondes noces, avec Lucy Sherard, fille de Bennet Sherard, 2e baron Sherard, le 1er janvier 1713. Ils ont :
- Sherard Manners (c. 1713 – 13 janvier 1742), qui devient député pour Tavistock
- James Manners (1720 – 1er novembre 1790)
- George Manners (d. décembre 1721)
- Caroline Manners (d. 10 novembre 1769), qui épouse le 2 octobre 1734 Henry Harpur (5e baronnet) (d. 1748), de qui elle a des enfants; elle épouse en secondes noces, le 17 juillet 1753, Robert Burdett (4e baronnet) (d. 1797).
- Lucy Manners (c. 1717 – 18 juin 1788), qui épouse le 28 octobre 1742, à Londres, William Graham (2e duc de Montrose) et a des enfants.
- Robert Manners (1721-1782) (1721 – 31 mai 1782), qui se marie le 1er janvier 1756 avec Marie Digges et a des enfants
- Henry Manners (d. 1745)
- Charles Manners (officier) (d. 1761)